# Traité de Tripoli
Pour les articles homonymes, voir Traité de paix et d'amitié.

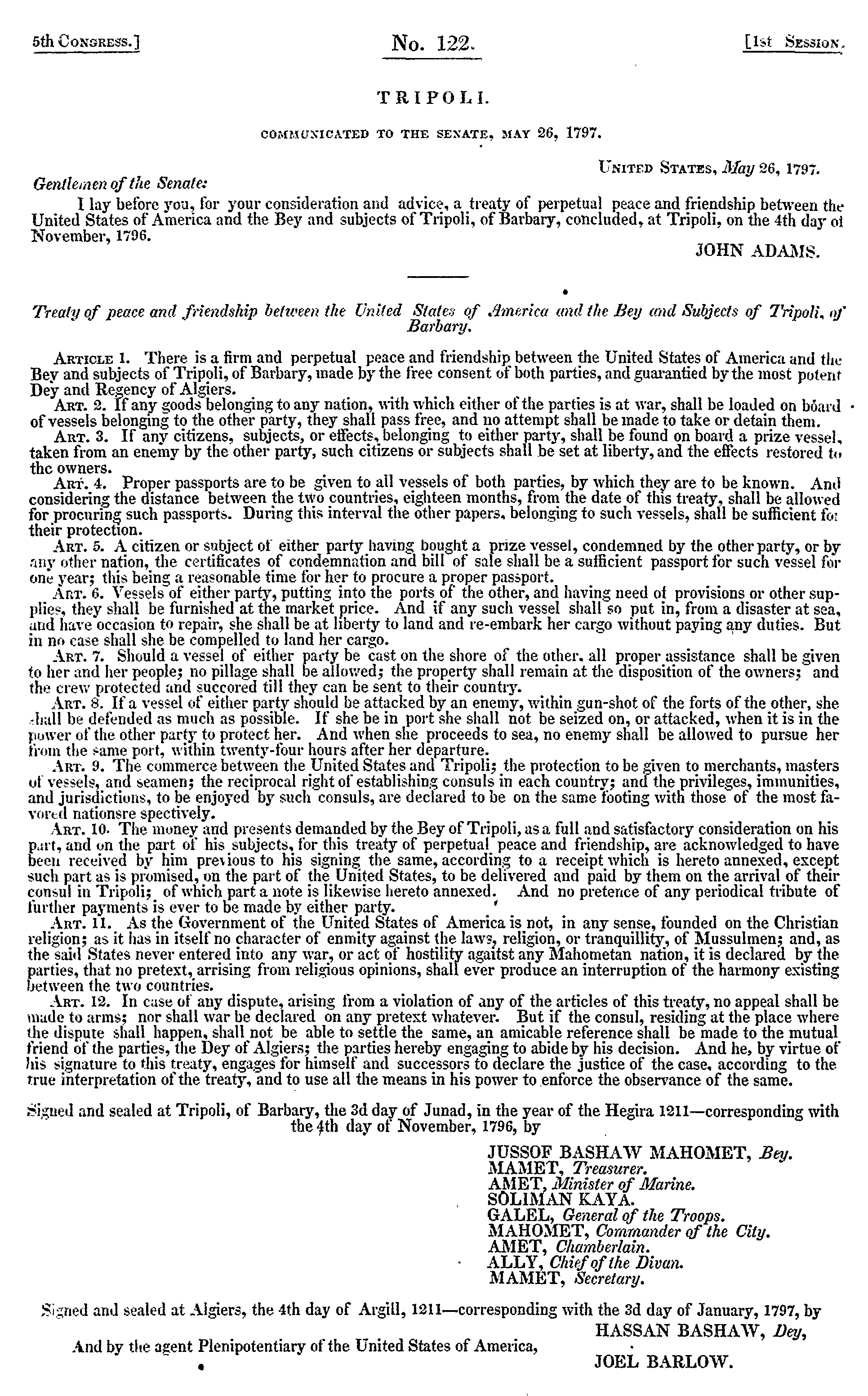
Le traité de Tripoli présenté au Congrès.

Le traité de Tripoli, aussi connu sous le nom de Treaty of Peace and Friendship between the United States of America and the Bey and Subjects of Tripoli of Barbary, est un traité signé le 4 novembre 1796 entre les États-Unis et la Régence de Tripoli (Libye) à Tripoli et à Alger (pour un tiers témoin) le 3 janvier 1797. Il est ratifié par le Sénat des États-Unis le 7 juin 1797 et signé par le président John Adams le 10 juin de la même année. D'autres traités sont signés à Tripoli.
Ce traité fait partie d'un ensemble de traités passés entre les États-Unis et les cités de la Côte des Barbaresques, alors sous domination ottomane : traité de paix et d'amitié américano-algérien en 1795 et traité américano-tunisien en 1797.

Les pères Fondateurs américains établirent une séparation entre les religions et l'État. Le traité de Tripoli est cité en tant que preuve historique dans la polémique moderne de savoir s'il y avait une intention religieuse par les fondateurs du gouvernement des États-Unis. L'article 11 du Traité de Tripoli a été interprété comme démenti officiel d'une base chrétienne pour le gouvernement des États-Unis. Établissant une séparation entre les religions et l'État, il proclame :

« Car le gouvernement des États-Unis d'Amérique n'est pas, dans aucun sens, fondé sur la religion chrétienne — car le gouvernement des États-Unis d'Amérique n'a en soi aucun caractère d'hostilité contre les lois, religion, ou tranquillité, des Musulmans — et comme les États-Unis d'Amérique n'ont jamais eu de guerres ou actes d'hostilités contre aucune nations mahométanes, il est déclaré par les parties qu'aucun prétexte résultant des avis religieux ne produira jamais une interruption de l'harmonie existant entre les deux pays. »